# Avalanche térmica

A avalanche térmica ou embalamento térmico começou a tomar corpo na década de 60, século XX, com a miniaturização eletrônica.
O termo avalanche térmica se refere à situação onde um processo, que é acelerado pelo aumento da temperatura, ao liberar energia, contribui para aumentar ainda mais a temperatura. Esse fenômeno ocorre em situações em que um aumento na temperatura altera as condições de uma forma que causa um aumento ainda maior na temperatura, muitas vezes levando a um resultado destrutivo.
Na química (e na engenharia química), a avalanche térmica está associada a reações fortemente exotérmicas que são aceleradas pelo aumento da temperatura. Em engenharia elétrica, a avalanche térmica está normalmente associada ao aumento do fluxo de corrente e dissipação de energia.

## Realimentação e aumento exponencial
O efeito nos componentes semicondutores ocorre em suas junções. Esse nada mais é que o incremento de uma corrente parasita chamada corrente de fuga, que, uma vez aumentada, realimenta-se e, por consequência, aumenta a temperatura na junção, que, consequentemente, realimenta a corrente de fuga, levando a um sistema cíclico no qual ocorre realimentação auto destrutiva.
A corrente de fuga aumenta exponencialmente até a autodestruição do cristal semicondutor por fusão.

## Componentes de prevenção e controle da corrente de fuga
Nos circuitos eletrônicos, existem componentes cuja função é evitar este efeito. São os termístores NTC e PTC:
- O NTC (do inglês Negative Temperature Coefficient) é um componente eletrônico. Seu coeficiente de variação de resistência varia negativamente conforme a temperatura aumenta, ou seja, a sua resistência elétrica diminui com o aumento da temperatura.
- O PTC (do inglês Positive Temperature Coefficient) é um componente eletrônico. Seu coeficiente de variação de resistência varia positivamente conforme a temperatura aumenta, ou seja, a sua resistência elétrica aumenta com o aumento da temperatura.

Neste caso, a função dos termístores é prevenir a avalanche térmica forçando a um resfriamento por polarização através de uma realimentação negativa que causa a diminuição de tensão ou corrente de alimentação ou excitação do dispositivo eletrônico, conforme a escolha do projetista.

## Queda do rendimento em função do controle de temperatura
Ao forçar a polarização negativamente num circuito, pode haver uma diminuição de seu rendimento caso seja feita a redução na tensão de alimentação. 
Para evitar este efeito indesejável, o engenheiro projetista experiente não insere o controle de realimentação negativa na alimentação, mas sim na polarização do circuito de potência, pois é antieconômica a fabricação de termístores de alta potência para serem montados em série com o circuito, pois se for feita a redução na alimentação, de acordo com a Lei de Joule, para uma impedância dinâmica fixa, e somente neste caso, ao diminuir a tensão de alimentação de um sistema, seu rendimento diminuirá exponencialmente.

## Dissipação de calor
Daí a necessidade de refrigeração por irradiadores térmicos em circuitos de potência, pois, o calor será perdido para o ambiente prevenindo a avalanche térmica. Por isso os computadores modernos tem sistemas de refrigeração forçada, os ventiladores e dissipadores de calor sobre os microprocessadores (cooler).